# ボーイフレンド (森田ゆきの漫画)
『ボーイフレンド』は、森田ゆきによる日本の漫画作品である。『ちゃお』（小学館）にて2017年9月号から2019年9月号まで連載された。番外編が『ちゃおデラックス』（同社刊）にて掲載された。

## ストーリー
宇佐美沙良と、武井柚琉は同い年の幼馴染。沙良は柚琉のことを異性として意識することは全くなかった。小学6年生のバレンタイン、柚琉がクラスメイトの朝日くるみに告白されあっさり受け入れたことに沙良はショックを受け、自分が柚琉に恋心を持っていたことを今更ながらに自覚したのだった。
中学校に進学後、柚琉とくるみはクラスでも一目置かれるカップルになっていた。一方、沙良は自分の気持ちを捨てきれないでいたが2人の邪魔にならないような距離感で「柚琉の友人」として接していた。
そんなある日柚琉と沙良が接近する出来事が起こり、柚琉は沙良を意識し始め、沙良はますます柚琉への想いを拗らせていく。そんな2人の関係に嫉妬するくるみ、柚琉に「沙良とは会わないで」と懇願する。そして沙良は自分にけじめをつけるために柚琉に告白しようと決意する。
これで三角関係は終わりになる、そう思っていた。―――――――――くるみが交通事故で亡くなるまでは……。
中学2年生に進級したふたり。柚琉は平常通りに学校生活を送っており、ルックスと優しい性格から特に下級生の女子生徒から告白されるようになる。ところが彼はくるみの死に負い目を感じており、前に進めないでいた。そして沙良は柚琉への想いに思いつめており、もう元に戻れないと感じていた。そして2人はまるで壁があるかのようにお互いを遠ざけていた。
そんなとき転校生、桐野颯が沙良の前に現れる。くるみのいとこだと正体を明かさずに沙良にしつこく告白するようになる。断りを入れる沙良だったが、颯は沙良が柚琉のことが好きだと見抜いており「見ているままだと誰かに取られちゃうよ」と忠告する。一方、沙良の後輩吉田彩花が柚琉に想いを寄せるようになり……！

## 登場人物
声の項はボイスコミック版の声優。
宇佐美 沙良（うさみ さら）
声 - 本泉莉奈
優柔不断だが、元気で明るいのが取り柄の中学1年生の女子（後に中学2年生に進級）。
小学6年生からずっと柚琉への想いを拗らせている。くるみの事故以降はあまり笑わなくなり、些細なことで気持ちが沈むようになる。
小学生時代はサッカーチームに男児と混ざってプレーしていたが、中学校に進学してからはサッカー部のマネージャーをしている。
柚琉への気持ちをまわりに隠すために颯と交際するふりをしている。
武井 柚琉（たけい ゆずる）
声 - 美藤大樹
沙良のサッカークラブ時代からの幼馴染の少年。
小6のバレンタインにくるみに告白され付き合っているが、実はノリで付き合っているため自分の気持ちが分からないでいる。
くるみの死の直後は自分を責めるなど憔悴していたが、現在はくるみの件に心を塞いでおり本心をさらけ出さないようにしている。
桐野 颯（きりの そう）
くるみの母方のいとこ。
沙良の学校に転校した直後から沙良に告白の猛アタックをしている。
おっとりとした美少年の見た目とは裏腹に、相手の懐に入り核心をつくような発言をするため沙良から疎んじられている。
吉田 彩花（よしだ あやか）
沙良の1学年下の後輩。サッカー部のマネージャー。元気で明るく甘え上手だが、思い立つとすぐ行動する性格。
柚琉のことが好きで振り向いてほしいと行動するが上手くいかず、15話で沙良に取られたくないと焦り、彼女候補になったと嘘をついてしまう。
笹倉 岳（ささくら がく）
声 - 花倉洸幸
柚琉のよき友達。沙良と柚琉とは同じサッカークラブで一緒にプレーしており、中学もサッカー部に所属している。
基本的にがっくんと呼ばれており本名は漫画の読者ページにて発表された。
柚琉には幸せになってほしいと願っており、沙良と柚琉をくっつけようと模索している。
下に双子の兄妹がいる。
朝日 くるみ（あさひ くるみ）
声 - ほなみ
1年前のバレンタインに告白して以来、付き合っている柚琉の彼女。美少女。内気でおっとりとした性格だが、言いたいことをはっきり言える沙良とは正反対の人物。
柚琉との話し合いに誘われ公園に向かう途中、車に撥ねられ死亡。
加藤 夢（かとう ゆめ）
沙良の友達。恋話が好き。
おっちょこちょいで忘れ物が多く、よくトラブルを起こす。
はる
沙良の友達。クールでサバサバしている。

## 書誌情報
- 森田ゆき 『ボーイフレンド』 小学館〈ちゃおコミックス〉、全5巻
  - 1巻、2018年2月28日発売[2]、ISBN 978-4-09-870024-0
  - 2巻、2018年8月1日発売[3]、ISBN 978-4-09-870192-6
  - 3巻、2018年12月26日発売[4]、ISBN 978-4-09-870322-7
  - 4巻、2019年5月31日発売[5]、ISBN 978-4-09-8705016
  - 5巻、2019年10月31日発売[6]、ISBN 978-4-09-8706457